# ماتياس روخاس
ماتياس روخاس (بالإسبانية: Matías Nicolás Rojas)‏ (مواليد 3 نوفمبر 1995) هو لاعب كرة قدم من باراغواي يلعب في مركز خط الوسط المهاجم في نادي راسينغ.

## روابط خارجية
- ماتياس روخاس على موقع الدوري الأمريكي (الإنجليزية)
- ماتياس روخاس على موقع قاعدة بيانات كرة القدم.إي يو (الإنجليزية)
- ماتياس روخاس على موقع ناشيونال فوتبول تيمز (الإنجليزية)
- ماتياس روخاس على موقع Soccerway.com (الإنجليزية)
- ماتياس روخاس على موقع AS.com (الإسبانية)